# 581-й истребительный авиационный полк
581-й истребительный авиационный полк (581-й иап) — воинская часть Военно-воздушных сил (ВВС) РККА, принимавшая участие в боевых действиях Великой Отечественной войны.

## Наименования полка

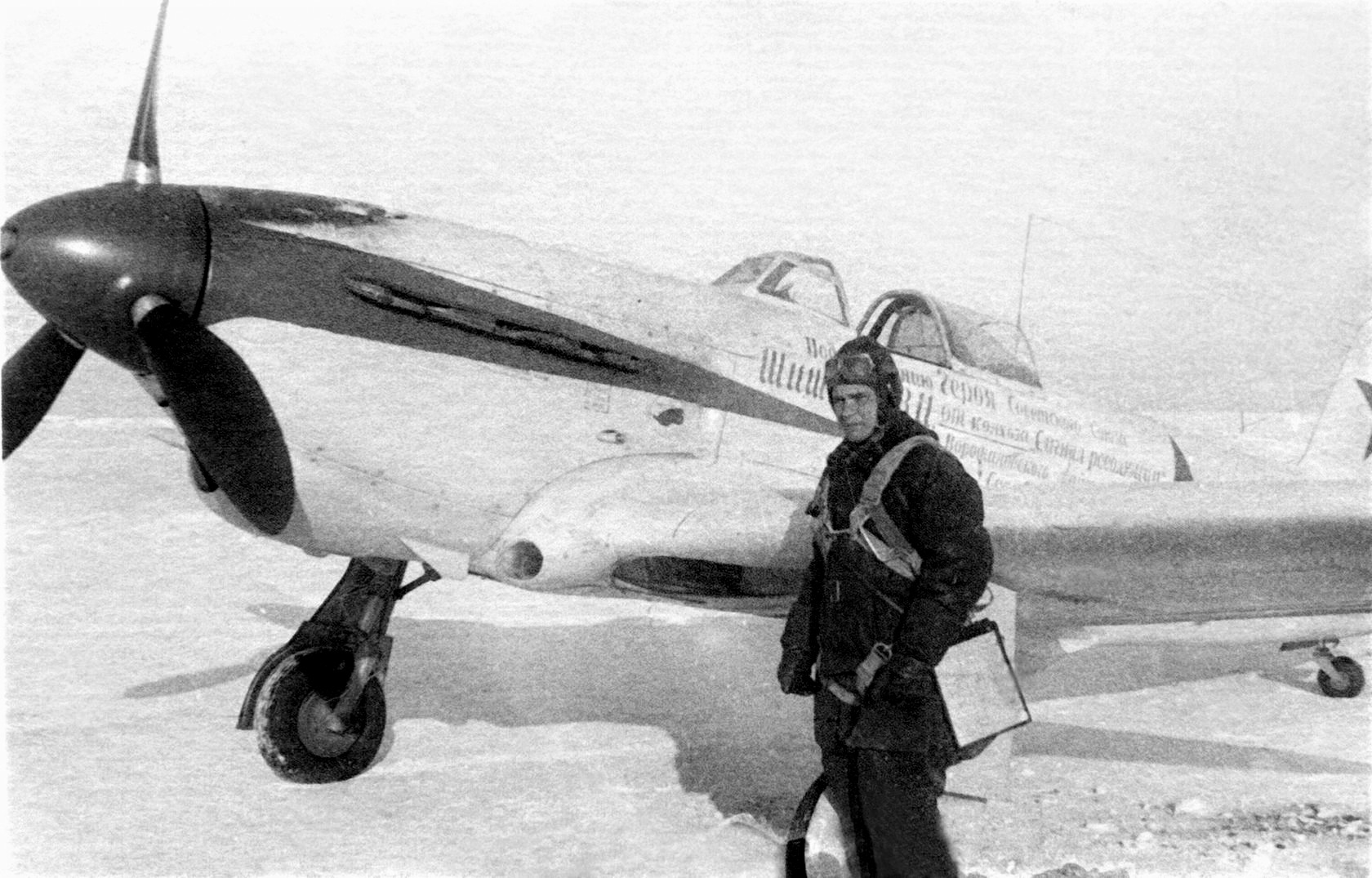
Именной самолёт Як-1. Надпись на фюзеляже самолёта «Подразделению Героя Советского Союза Шишкина В. И. от колхоза „Сигнал Революции“ Ворошиловского района Саратовской области». На фото Командующий 16-й воздушной армией генерал-лейтенант С. И. Руденко

За весь период своего существования полк несколько раз менял своё наименование:
- 581-й истребительный авиационный полк;
- 55-й гвардейский истребительный авиационный полк;
- 55-й гвардейский истребительный авиационный Харьковский полк;
- 55-й гвардейский истребительный авиационный Харьковский ордена Александра Невского полк;
- 55-й гвардейский истребительный авиационный Харьковский Краснознамённый ордена Александра Невского полк;
- Полевая почта 06938.

## Создание полка
581-й истребительный авиационный полк сформирован в период с 15 октября 1941 года по 25 февраля 1942 года при 8-м запасном истребительном авиационном полку Приволжского военного округа (пос. Багай-Барановка Саратовская область) на самолётах Як-1 из лётчиков, присланных из 2-го запасного истребительного авиационного полка Московского военного округа, технического состава 249-го и 256-го истребительных авиационных полков, а также в состав полка вошла 1-я эскадрилья 67-го истребительного авиационного полка.

## Переименование полка
581-й истребительный авиационный полк 3 февраля 1943 года за образцовое выполнение боевых задач и проявленные при этом мужество и героизм на основании Приказа НКО СССР переименован в 55-й гвардейский истребительный авиационный полк.

## В действующей армии
В составе действующей армии:
- с 26 апреля 1942 года по 22 мая 1942 года, итого — 26 дней,
- с 2 сентября 1942 года по 3 февраля 1943 года, итого — 154 дней,

Всего 180 дней

## Командиры полка
- капитан Трепалин Алексей Степанович, 20.10.1941 — 07.09.1942
- капитан, майор, подполковник Шишкин Василий Иванович[3], 09.09.1942 — 15.03.1947

## В составе соединений и объединений
| Период        | Фронт (округ)             | армия                          | дивизия                                            | примечание                               |
| ------------- | ------------------------- | ------------------------------ | -------------------------------------------------- | ---------------------------------------- |
| 25.02.1942 г. | Приволжский военный округ |                                | 8-й запасный истребительный авиационный полк       | Багай-Барановка Саратовская областьЯк-1  |
| 26.04.1942 г. | Юго-Западный фронт        | 3-я ударная авиационная группа |                                                    | Як-1                                     |
| 22.05.1942 г. | Приволжский военный округ |                                | 8-й запасный истребительный авиационный полк       | Багай-Барановка Саратовская область Як-1 |
| 02.09.1942 г. | Сталинградский фронт      | 8-я воздушная армия            | 220-я истребительная авиационная дивизия           | Як-1                                     |
| 07.09.1942 г. | Сталинградский фронт      | 16-я воздушная армия           | 220-я истребительная авиационная дивизия           | Як-1                                     |
| 30.09.1942 г. | Донской фронт             | 16-я воздушная армия           | 220-я истребительная авиационная дивизия           | Як-1                                     |
| 03.02.1943 г. | Донской фронт             | 16-я воздушная армия           | 1-я гвардейская истребительная авиационная дивизия | Полк преобразован в гвардейский, Як-1    |

## Участие в операциях и битвах
- Харьковская операция — с 15 мая 1942 года по 29 мая 1942 года.
- Воронежско-Ворошиловградская операция — с 28 июня 1942 года по 5 июля 1942 года.
- Сталинградская битва — с 18 июля 1942 года по 2 февраля 1943 года

## Литература

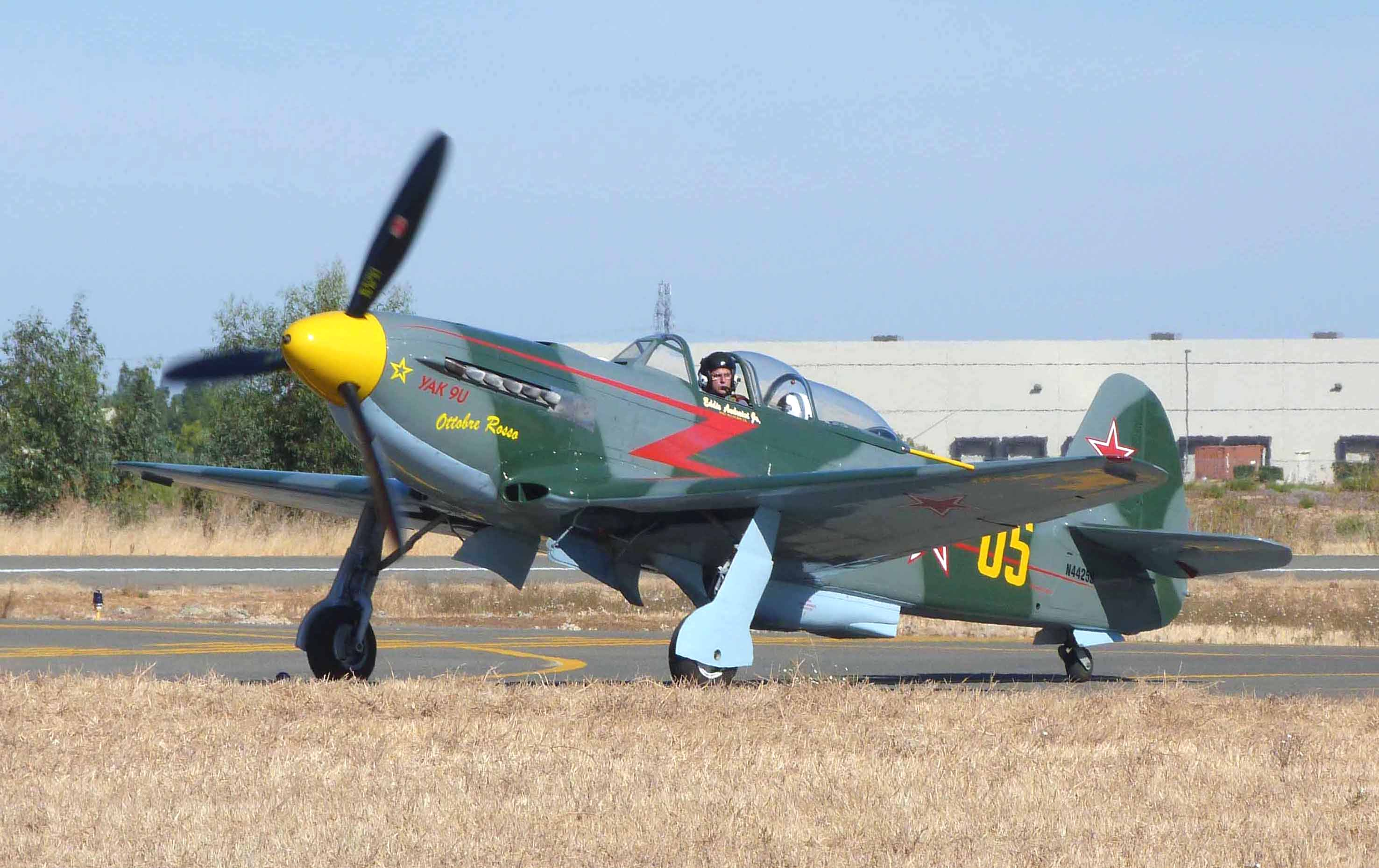
Як-9У

## Самолёты на вооружении
| Период      | Самолёты   |
| ----------- | ---------- |
| 1941 — 1943 | Як-1, Як-9 |